# Anthony McGill
Anthony McGill (Glasgow, 5 febbraio 1991) è un giocatore di snooker scozzese, professionista dal 2010, numero 15 del ranking.

## Carriera
Anthony McGill diventa un professionista nel 2010 e partecipa subito ad una finale il 14 aprile 2011, perdendo poi contro il suo connazionale John Higgins allo Scottish Professional Championship.
Nel 2016 vince l'Indian Open, suo primo torneo da professionista. Sempre nella stagione 2016-2017 lo scozzese trionfa allo Shoot-Out raggiungendo la 13ª posizione in classifica a fine annata, suo miglior piazzamento in carriera.

## Ranking[5]
| Stagione  | Ranking iniziale | Ranking finale |
| --------- | ---------------- | -------------- |
| 2010-2011 | Non classificato | 59             |
| 2011-2012 | 59               | 50             |
| 2012-2013 | 50               | 48             |
| 2013-2014 | 48               | 42             |
| 2014-2015 | 45               | 24             |
| 2015-2016 | 24               | 28             |
| 2016-2017 | 28               | 17             |
| 2017-2018 | 17               | 14             |
| 2018-2019 | 14               | 23             |
| 2019-2020 | 23               | 22             |
| 2020-2021 | 22               | 16             |
| 2021-2022 | 16               |                |

## Tornei vinti

### Titoli Ranking: 2
| Titoli Ranking | Titoli Ranking | Titoli Ranking | Titoli Ranking |
| -------------- | -------------- | -------------- | -------------- |
| Competizione   | Anno           | Avversario     | Note           |
| Indian Open    | 2016           | Kyren Wilson   | [ 3 ]          |
| Shoot-Out      | 2017           | Xiao Guodong   | [ 4 ]          |

## Finali perse

### Titoli Non-Ranking: 1
| Titoli Ranking | Titoli Ranking | Titoli Ranking | Titoli Ranking |
| -------------- | -------------- | -------------- | -------------- |
| Competizione   | Anno           | Avversario     | Note           |
| Indian Open    | 2017           | John Higgins   | [ 6 ]          |

| Titoli Non-Ranking                 | Titoli Non-Ranking | Titoli Non-Ranking | Titoli Non-Ranking |
| ---------------------------------- | ------------------ | ------------------ | ------------------ |
| Competizione                       | Anno               | Avversario         | Note               |
| Scottish Professional Championship | 2011               | John Higgins       | [ 2 ]              |

- European Tour: 1 (Scottish Open 2012)